# Обручёвка (река)
Обручёвка — река в Лазовском районе Приморского края России. Длина — 24 км, площадь водосборного бассейна — 98 км². Ширина реки в устье 15 м. Глубина до 3 м. Впадает в Японское море в бухту Успения.
Общее направление течения реки с северо-запада на юго-восток.
Населённых пунктов на реке нет. В 15 км северо-восточнее протекает река Киевка и стоит село Киевка.
В летнее время часты паводки, вызываемые в основном интенсивными продолжительными дождями.